# Route B8 (Namibie)
Pour les articles homonymes, voir Route B8.
La route nationale B8 est l'une des routes nationales de Namibie. Elle relie la B1 à Otavi, via Grootfontein et Rundu, à travers la bande de Caprivi, jusqu'à la ville frontalière de Katima Mulilo (où se trouve un court embranchement de 4 kilomètres, également appelé B8, traversant la Zambie), puis jusqu'à la frontière botswanaise à Ngoma. Le tronçon reliant Otavi à Katima Mulilo fait partie de la route de développement Walvis Bay-Ndola-Lubumbashi (autoroute Trans-Caprivi).